# Mason Thames
Mason Thames (* 10. Juli 2007 in McKinney, Texas) ist ein US-amerikanischer Schauspieler.

## Leben und Karriere
Mason Thames wurde 2007 im texanischen McKinney geboren und hat zwei ältere Geschwister. In seiner Kindheit spielte er zunächst Football, ehe er vier Jahre lang Ballett tanzte und dabei mit Aufführungen des Nussknackers tourte. So entdeckte Thames das Schauspiel für sich und nahm an ersten Vorsprechen in Dallas und Los Angeles teil.
Seinen ersten Schauspielauftritt hatte Thames 2017 im Kurzfilm After Omegas, ehe er zwei Jahre später eine erste größere Rolle in der Apple-TV+-Serie For All Mankind übernahm. Zu Beginn der 2020er Jahre war er in der Miniserie Evel zu sehen, die im Zuge der COVID-19-Pandemie jedoch bereits nach einer Folge eingestellt wurde. Seinen schauspielerischen Durchbruch hatte Thames schließlich im Jahr 2021, als er die Hauptrolle in Scott Derricksons Horrorfilm The Black Phone an der Seite von Ethan Hawke übernahm. Für seine Darbietung wurde er unter anderem im Rahmen der Saturn-Award-Verleihung 2022 als bester Nachwuchsschauspieler nominiert.
Im Jahr 2024 war Thames in der High-School-Komödie Incoming und dem Abenteuerfilm Monster Summer zu sehen. Ein Jahr später übernahm er die Hauptrolle des jungen Wikingers Hicks in der Realverfilmung von Drachenzähmen leicht gemacht, zu der 2027 eine Fortsetzung erscheinen soll. Daneben wird er auch in der Horror-Fortsetzung Black Phone 2, dem Liebesdrama Regretting You und der Filmkomödie The Shitheads zu sehen sein.

## Filmografie
- 2017: After Omegas (Kurzfilm)
- 2019: For All Mankind (Fernsehserie, 3 Folgen)
- 2020: Evel (Fernsehserie, Folge 1x01)
- 2021: The Black Phone
- 2021–2022: Walker (Fernsehserie, 3 Folgen)
- 2024: Incoming
- 2024: Monster Summer
- 2025: Drachenzähmen leicht gemacht (How to Train Your Dragon)